# Partidul Social Democrat (Republica Moldova)
Partidul Social Democrat (PSD) este un partid politic de centru-stânga din Republica Moldova. A fost constituit în anul 1990, fiind cel mai vechi partid, dar niciodată nu a avut acces în Parlament. 
După Congresul XII din 17 aprilie 2010 președinte al partidului este Victor Șelin. Sergiu Coropceanu este secretar general. Conducerea PSD promovează activ ideea aderării Republicii Moldova la Uniunea Vamală Rusia-Belarus-Kazakhstan.

## Istorie

### Înființare
La 13 mai 1990 a avut loc Conferința de constituire a Partidului Social Democrat din Moldova (PSDM). Conferința a fost pregătită de un comitet organizatoric creat la inițiativa Clubului Umanist. Formațiunea social-democrată s-a constituit ca un partid de tip parlamentar, atașat valorilor social-democrației moderne și care militează pentru dezvoltarea Republicii Moldova în conformitate cu rigorile statului de drept, ale democrației politice, economice și sociale. La conferință au fost alese organele de conducere și aprobate statutul și programul partidului. Principiile programatice ale PSDM conțineau afirmații cu privirea la necesitatea de obținere a suveranității pentru Republica Moldova, de restabilire a proprietății private, care îl face pe cetățean liber în raport cu statul, și cu privire la egalitatea cetățenilor statului, indiferent de originea lor etnică, în fața legii și a Constituției. În calitate de co-președinți ai PSDM au fost aleși Alexandru Coșelev, Oazu Nantoi și Ion Negură.

### Anii '90
PSDM era cotat destul de bine înainte de alegerile parlamentare din 1994, dar blocul electoral din care făcea parte, Blocul Social Democrat nu a reușit să treacă în Parlament. Urmează o perioadă tumultoasă în istoria partidului. Mai întâi, Congresul al III-lea din 25-26 februarie 1995 îl numește președinte pe dl. Anatol Țăranu. A urmat o luptă pentru supremația în partid în care s-au antrenat Andrei Țurcanu și Oazu Nantoi. Anatol Țăranu pleacă din partid înainte de scrutinul din 1998 și formează Partidul Social-Democrat Unit din Moldova. După scrutin, la care PSDM acumulează insuficiente voturi pentru a accede în Parlament, Gheorghe Sima organizează un Congres de "alternativă" și este numit președinte. Rezultatele congresului sunt însă contestate și echipa lui Gheorghe Sima preferă să creeze alt partid, "Uniunea Muncii". Oazu Nantoi reușește să-și consolideze poziția de lider în partid și rămâne președinte până în 2004.

### 2000-2007
Oazu Nantoi a fost desemnat candidatul PSDM pentru alegerile prezidențiale generale din decembrie 2000, dar acestea nu au mai avut loc deoarece Parlamentul a decis să modifice Constituția ca Președintele să fie ales prin vot secret de deputații Parlamentului și nu prin votul direct al cetățenilor.
Congresul VIII al PSDM din 1 februarie 2004 l-a ales pe Ion Mușuc în calitate de Președinte al PSDM cu scopul de a efectua o schimbare de imagine a partidului. Candidatura lui Ion Mușuc a fost propusă de către Oazu Nantoi pentru a pune capăt acuzelor că PSDM este “partidul unui singur om” și pentru a consolida poziția partidului în rândul oamenilor de afaceri. 
În septembrie 2006, perioadă guvernării PCRM Ion Mușuc a fost dat în urmărire generală, iar fiul său, Eduard arestat pentru presupuse fraude în valoare de 2 milioane de lei. Cazul a fost larg mediatizat și a ajuns la CEDO, care i-a recunoscut lui Eduard Mușuc prejudicii în valoare de 12.000 Euro pentru detenție ilegală.

### Congresul X - Fuziunea cu PDSM
În urma negocierilor din vara anului 2007 dintre Partidul Social Democrat din Moldova, Partidul Democrației Sociale din Moldova (PDSM) și Uniunea Centristă din Moldova PSDM și PDSM au decis să fuzioneze. Congresul de unficare a fost organizat pe data de 22 decembrie 2007. Partidul unit a decis să folosească denumirea prescurtată Partidul Social Democrat fără sintagma din Moldova. În funcția de președinte al PSD unificat a fost ales dl. Dumitru Braghiș (fostul președinte al PDSM) și Secretar General al PSD dl. Eduard Mușuc (fostul președinte al PDSM).

### Congresul XII - Noua conducere
Pe 17 aprilie 2010, la Chișinău și-a desfășurat lucrările Congresul XII al Partidului Social Democrat, care urma să aleagă noua conducere a PSD, în conformitate cu art.81 din statutul partidului care stipulează că președintele PSD trebuie să prezinte Congresului cererea de demisie, atunci când partidul nu are reprezentare în Parlament. La Congres au participat 428 de delegați din diferite raioane ale țării.
Inițial Congresul nu a acceptat demisia lui Dumitru Braghiș, însă s-a conformat prevederilor statului și a ales prin vot secret noul președinte al PSD. La această funcție au candidat 3 persoane: Dumitru Braghiș, președintele PSD, Victor Șelin, cunoscut om de afaceri și președinte al Consiliului Național PSD, care l-a înlocuit pe Iurie Bolbocean după plecarea acestuia la Partidul Democrat, și Ruslan Bârlădeanu, vicepreședintele PSD. Ultimul și-a retras candidatura în favoarea lui Victor Șelin, care a și fost ales în funcția de președinte al Partidului Social Democrat cu votul a 235 de candidați. Dumitru Braghiș a acumulat doar 193 de voturi, în schimb a fost ales unanim în funcția de președinte al Consiliului Național al PSD. La funcția de Secretar General a fost ales Sergiu Coropceanu.
Candidatura lui Victor Șelin a fost susținută în cea mai mare parte de reprezentanții PSD din UTA Găgăuzia. Delegații la congres au fost chemați să voteze pentru candidatura lui Victor Șelin de către președintele Adunării Populare din Găgăuzia, Ana Harlamenco și de către primarul mun. Comrat, Nicolai Dudoglo.
Noul lider al PSD și-a propus să modernizeze și să întinerească PSD, să obțină cel puțin 10% din sufragii în alegerile parlamentare anticipate și să cîștige la alegerile locale din 2011 o reprezentare mai mare a PSD în administrația publică locală. Victor Șelin a mai spus că PSD va înainta și un candidat pentru funcția de primar al mun. Chișinău.
Congresul a mai votat cîteva declarații și modificări la statutul partidului, ultimele legate de extinderea perioadei de activitate a președintelui de la 2 la 4 ani.

## Politici sociale
Una din prioritățile declarate ale PSD este asigurarea unui trai decent cetățenilor, principiu stipulat în Articolul 47 al Constituției Republicii Moldova. În 2010, PSD
a prezentat proiectul legii cu privire la garantarea minimului de existență. Proiectul nu a ajuns să fie examinat în Parlament.
Ca urmare a creșterii tarifelor pentru întreținerea locuințelor, PSD și Sindicatul Independent "Protecție Socială" au organizat în anul 2011 proteste. PSD a afirmat că majorarea a fost nejustificată și a prezentat mai multe dovezi care confirmă utilizarea frauduloasă a fondurilor.

## Uniunea Vamală
La 6 decembrie 2011 președintele PSD, Victor Șelin, a declarat că optează pentru schimbarea vectorului de politică externă a Republicii Moldova, cerând susținerea populației pentru organizarea unui referendum legislativ privind aderarea Moldovei la Uniunea Vamală Rusia-Belarus-Kazakhstan. Argumentele pentru această idee erau posibilitatea obținerii gazelor naturale la un preț redus pentru consumatori și o piață de desfacere mai accesibilă decât piața Uniunii Europene pentru produsele moldovenești. Peste doar 4 zile, pe 10 decembrie, o adunare a cetățenilor a hotărât formarea grupului de inițiativă pentru desfășurarea referendumului. Grupul a fost înregistrat de Comisia Electorală Centrală (CEC) pe 20 aprilie 2012 și a început colectarea semnăturilor. Până pe 20 iulie au fost colectate și prezentate la CEC 232.094 semnături. CEC însă a anunțat pe 3 august 2012 că 153.000 din acestea sunt nule, fiind admise o serie de încălcări. Ca rezultat, referendumul nu a avut loc, iar semnăturile suspecte au fost transmise la Procuratură.

## Participare alegeri
Partidul Social Democrat a participat la toate scrutinele electorale din Republica Moldova începând cu anul 1994.

### Alegeri parlamentare
În 1994, PSDM a participat la alegerile parlamentare anticipate (primul scrutin de după independență) în componența blocului electoral Blocul Social-Democrat (BSD). Din această structură au mai făcut parte Uniunea Tineretului din Moldova, Liga Națională a Tineretului din Moldova și Mișcarea Democratică "Demnitate". Principalele scopuri declarate în programul BSD erau întărirea statalității R. Moldova și adoptarea Constituției prin referendum. Cele 65.028 voturi obținute nu i-a permis să depășească pragul electoral de 4%. 
La alegerile parlamentare din 6 martie 2005 PSDM a întrunit doar 2,9 % de voturile valabil exprimate, ceea ce nu i-a permis să depășească pragul electoral de 6%.
| Anul alegerilor | voturi | % din voturile tot. | mandate obținute | +/- |
| --------------- | ------ | ------------------- | ---------------- | --- |
| 1994*           | 65.028 | 3,66                | 0 / 101          |     |
| 1998            | 30.169 | 1,86                | 0 / 101          |     |
| 2001            | 39.247 | 2,47                | 0 / 101          |     |
| 2005            | 45.551 | 2,92                | 0 / 101          |     |
| aprilie 2009    | 56.866 | 3.7                 | 0 / 101          |     |
| iulie 2009      | 29.434 | 1.86                | 0 / 101          |     |
| 2010            | 10.156 | 0,59                | 0 / 101          |     |

* Parte componentă a Blocului electoral “Blocul Social-Democrat” (BSD)

### Alegeri Locale
La alegerile locale din 25 mai 2003 a format o alianță cu Partidul Social-Liberal, obținând împreună 4,4% din voturile pentru consiliile municipale și raionale. La alegerile locale din 3 iunie 2007 a obținut 3,8 % din voturile pentru consiliile municipale și raionale.

#### Consilii raionale(județene în 1999) și municipale
| Anul alegerilor | voturi | % din voturile tot. | mandate obținute | +/-  |
| --------------- | ------ | ------------------- | ---------------- | ---- |
| 1995            | 41.803 | 3,56                | 39 / 1272        |      |
| 1999*           | 69.150 | 5,68                | 16 / 312         | ▼ 23 |
| 2003**          | 54.838 | 4.43                | 38 / 1126        | ▲ 22 |
| 2007            | 55.127 | 4,78                | 36 / 1103        | ▼ 2  |
| 2011            | 12.426 | 0,9                 | 6 / 1120         | ▼ 30 |

#### Consilii orășenești și sătești
| Anul alegerilor | voturi | % din voturile tot. | mandate obținute | +/-   |
| --------------- | ------ | ------------------- | ---------------- | ----- |
| 1995            | 31.348 | 2,82                | 273 / 10597      |       |
| 1999*           | 54.536 | 4,93                | 249 / 6105       | ▼ 24  |
| 2003**          | 49.729 | 4,72                | 500 / 10841      | ▲ 251 |
| 2007            | 34.155 | 3,38%               | 294 / 10621      | ▼ 206 |
| 2011            | 10.834 | 0,98                | 58 / 10630       | ▼ 236 |

#### Primari
| Anul alegerilor | primari | % din tot. primar. | mandate obținute | +/-  |
| --------------- | ------- | ------------------ | ---------------- | ---- |
| 1995            | 23      | 2,86               | 23 / 803         |      |
| 1999*           | 18      | 2,86               | 18 / 628         | ▼ 5  |
| 2003**          | 44      | 4,9                | 44 / 898         | ▲ 16 |
| 2007            | 15      | 1,67               | 15 / 895         | ▼ 29 |
| 2011            | 2       | 0,22               | 2 / 898          | ▼ 13 |

* Parte componentă a Uniunii Social-Democrate “Furnica-Speranța” (USDFS)

** Parte componentă a Blocului electoral “PSD-PSL”